# SIL Open Font License
SIL Open Font License — вільна та відкрита ліцензія, розроблена SIL International для використання з деякими зі своїх Unicode шрифтів. 
Free Software Foundation визнала цю ліцензію вільною. Єдиною незвичною вимогою цієї ліцензії є те, що шрифти мають поширюватися з якою-небудь комп’ютерною програмою, але не можуть продаватися окремо. Проте оскільки проста Hello World програма задовольняє таку вимогу, то ця вимога є формальною.
Джордж Вільямс, провідний розробник популярної вільної програми для створення шрифтів FontForge, додав до неї кнопку, яка автоматично вставляє OFL у поле ліцензії шрифту.